# 김찬삼
김찬삼(1926년 6월 5일 ~ 2003년 7월 2일)은 황해도 신천 출신의 여행가 겸 대학교수이다.
김찬삼의 고향은 황해도 신천이고 인천에서 성장했다.
1958년부터 세계여행을 시작한 그는 세 차례의 세계일주, 20여 번의 세계 테마여행, 160여개 나라, 1000여개 도시를 방문한 우리나라 대표적 1세대 여행가다.
100만부 이상 팔린 "김찬삼의 세계여행"을 비롯해, 그의 여행기는 베스트셀러가 돼 우리나라 젊은이들에게 너른 세계의 모습과 풍물을 전한 세계를 향해 열린 창 노릇을 했다.
1992년 서방견문 여행 도중 인도에서 불의의 열차 사고로 머리를 다친 후유증으로 언어장애를 겪고, 뇌출혈 등으로 투병하다 2003년 세상을 떴다.
김찬삼은 2001년 인천시 영종도에 "세계여행문화원"을 개관해, 그의 여행 역정의 기록과 자료를 한데 모아 전시했으나, 2013년 11월 영종하늘도시 공원 공사로 철거되었다.

## 학력
- 1950년 서울대학교 지리교육 학사
- 1959년 미국 샌프란시스코주립대학교 대학원 지리학 수료

## 경력
- 1950년 ~ 1958년 숙명여자고등학교, 인천고등학교 교사
- 1965년 ~ 1980년 수도여자사범대학(현 세종대) 교수
- 1973년 ~ 2003년 동산육영회 이사장, 이사
- 1984년 ~ 1991년 경희대학교 지리학과, 경영대학원 교수

## 상훈
2008년 국민훈장 모란장

## 저술
- 1983년 "세계의 진경" (전 32권, 삼중당)
- 1983년 "김찬삼의 세계여행" (전 10권, 삼중당)
- 1998년 "황허의 물은 천상에서 흐르고" (디자인하우스)
- 1998년 "실크로드를 건너 히말라야를 넘다" (디자인하우스)

## 같이 보기
- 김세완
- 김찬삼세계여행문화협회